# Фінн Дамен
Фінн Гілберт Дамен (нім. Finn Gilbert Dahmen, нар. 27 березня 1998, Вісбаден) — німецький футболіст, воротар клубу «Аугсбург».

## Клубна кар'єра
Народився у Вісбадені в сім'ї німця та англійки. Тренувався в молодіжній академії клубів «Бірштадт» та «Айнтрахт» (Франкфурт), а у 2008 році став гравцем академії клубу «Майнц 05». З 2017 року став виступати за резервну команду у Регіоналлізі Південний Захід. 11 квітня 2018 року він забив гол на 92 хвилині матчу проти «Штутгарта II», прийшовши на подачу штрафного удару до чужого карного майданчика, чим приніс своїй команді нічию 1:1.
3 січня 2021 року дебютував в основному складі «Майнца» в матчі німецької Бундесліги проти «Баварії» (2:5).
1 червня 2023 року підписав контракт з клубом «Аугсбург».

## Кар'єра в збірній
Виступав за юнацькі збірні Німеччини різних вікових категорій. У 2015 році у складі збірної Німеччини до 17 років взяв участь в юнацькому чемпіонаті світу в Чилі. На турнірі він був дублером Константіна Фромманна і на поле не виходив, а його команда вибула в 1/8 фіналу.
Згодом з молодіжною збірною Німеччини поїхав на молодіжний чемпіонат Європи 2021 року в Угорщині та Словенії, де зіграв у всіх шести матчах і здобув з командою золоті нагороди після перемоги у фіналі з рахунком 1:0 над Португалією.

## Досягнення
- Чемпіон Європи (U-21): 2021